# لارش ووگبر
لارش ووگبر (انگلیسی: Lars Vågberg؛ زادهٔ ۳۰ ژوئن ۱۹۶۷) ورزشکار کرلینگ اهل نروژ بود.